# Linia kolejowa Tarent – Brindisi
Linia kolejowa Tarent-Brindisi – drugorzędna linia kolejowa w Apulii, łącząca Morze Jońskie w Tarencie z Adriatykiem w Brindisi. Obsłiuguje również Mesagne, Francavilla Fontana i Grottaglie. Jest linią jednotorową i zelektryfikowaną. Jest wykorzystywana głównie przez pociągi regionalne.